# Фијат G.18
Фиат G.18 Италијански путнички авион из 1936. године, двомоторни моноплан за 18 путника.

## Пројектовање и развој
Aвион Фиат G.18 је пројектовао Ђузепе Габријели (Giuseppe Gabrielli) за потребе Авио Линее Италиане, Фиатове авио-компаније. На идејна решеља за овај авион инж. Габријели је дошао за време свог студијског путовања по Сједињеним Државама и био је Габриелов одговор на појаву авиона DC-1 и DC-2. G.18 је направио свој први лет 18. марта 1935. године. Била је то модерна конструкција, потпуно метални конзолни нискокрилни авион са низом новотарија. Главни стајни трап се увлачио у гондоле мотора, остављајући точкове који су делимично вирили изван својих контура, а погонскe јединицe су биле два радијална мотора Фиат А.59R снаге по 700 KS. Витх. (522 kW). Посаду су сачињавале - три особе: два пилота и један радиста, капацитет путника - 18 људи.
Тестови су показали да авион није испунио пројектантова очекивања, а након што су три G.18 испоручена  АЛИ (Авио Линее Италиане) почетком 1936. године, практично је утврђено да мотори немају довољно снаге за овај авион. Оператер је захтевао развој верзије са снажнијим моторима, тако да је 1. марта 1937. полетео G.18V, опремљен моторима Фиат А.80 RC.41 и са измењеним вертикалним репом и горњим гребеном. скоро целом дужином трупа. Изграђено је шест G.18V, који су испунили очекивања и сви су испоручени АЛИ.

## Технички опис
Труп авиона је био правоугаоног попречног пресека са заобљеним горњим ивицама. Носећа конструкција авиона је била монокок, сет рамова направљених од дуралуминијума међусобно су повезани уздужним укрућењима а алуминијумска облога је била закивцима причвршћена за уздужна укрућења и попречне рамове. Носачи мотора су били направљени од челичних заварених цеви. Труп је изведен као центроплан (труп изједна са средњим делом крила и гондолама за смештај крилних мотора). Авион је био опремљен кисеоничком опремом, стационарним противпожарним системом са CO2 и радиостаницом. Пилоти су седели један поред другог у затвореном кокпиту на кљуну авиона. Удвојене команде за управљање авионом су биле комбинација полужних система и челичних ужади са ужетњачама. За евакуацију пилота у случају опасности служи отвор на крову кабине. Иза пилотске кабине налазила се такође затворена кабина радио-оператера и предњи пртљажни простор. У наставку се налазила путничка кабина са две колоне седишта поред прозора и пролазом кроз средину кабине. Укупно је било 9 редова седишта. У репу авиона се налазио тоалет и простор за пртљаг. Са леве стране трупа су се налазила врата за улазак посаде и путника у авион а на десној страни су се налазила двоја врата за напуштање авиона у случају опасности. Са обе стране трупа авиона било је по 9 великих правоугаоних прозора. Путничка кабина је имала звучну изолацију зидова и таванице као систем за грејање и проветравање кабине.
Овај авион је био опремљен са два 9-то цилиндрична ваздухом хлађена, радијална мотора, Фиат А.59 RC снаге 515 kW (700 KS). На вратилу мотора су биле трокраке Фиат-Хамилтон металне елисе са аутоматским регулатором корака. Мотори су били постављени на челичне носаче и обложени алуминијумским лимом. На предњем делу капотаже мотора налазио се отвор за улазак хладног ваздуха за хлађење мотора. Поред овде поменутог мотора, у овај авион је уграђиван и снажнији 18-то цилиндрични мотор Фиат А.80 RC.41 снаге 1.030 KS (758 kW).
Полу крила авиона су била металне конструкције (од дуралуминијума), средње дебелог профила, имало је две рамењаче и ребара такође од дурала и облогу од алуминијумског лима. Крила су имала облик трапеза са заобљеним крајем, а настављала су се на центроплан иза гондола са моторима. Предња ивица крила била је скоро нормална на труп авиона. Крилца су била направљена од метала прекривена платном. Закрилца су била потпуно метална, управљана хидрауликом. На крилима су се налазила проширења (гондоле) на којима су били причвршћени крилни мотори. У гондолама, иза мотора са доње стране је био простор за смештај точкова и хидрауличног система за увлачење точкова. На деловима крила између мотора и трупа авиона је било доста простора за смештај резервоара за гориво. Кроз крила су провучене све механичке, хидрауличне и електричне инсталације неопходне за управљање и контролу авиона.
Реп авиона се састоји од једног вертикалног стабилизатора и кормила правца и два хоризонтална стабилизатора са кормилима дубине. Носеће конструкције репа су металне а облога од алуминијумског лима причвршћена закивцима. Управљачке површине кормило правца и кормила дубине су металне конструкције обложене платном. 
Стајни трап је био класичан са две главне ноге које су се налазиле испод гондола крилних мотора. На ногама су биле нископритисне гуме са којима се комплетно увлачиле у току лета у задњи део гондола мотора. Стајни трап се увлачио у гондоле мотора помоћу хидрауличног уређаја. У случају квара, могао се увући или избацити механичким путем. помоћу сајле и полуге. Трећи стабилизациони мали точак се налазио у репу авиона имао је огибљење али се у току лета није увлачио у труп авиона.

## Верзије
- G.18 - оригинална верзија са мотором Фиат А.59 (направљено 3 комада)
- G.18V - појачана верзија са мотором Фиат А.80 (направљено 6 комада)

## Оперативно коришћење
Авио Линее Италиане је са G.18 и G.18V  летела на редовним рутама које повезују Рим, Торино, Милано и Венецију са девет европских земаља.
Након уласка Италије у Други светски рат јуна 1940. године, авио-компанија је дошла под контролу војске, а њени запослени су постали војно особље. Компанија је преименована у "Нуклео Комуникациони Авио Линее" и редовно је користила своје авионе G.18 и G.18V за војску. Тако су, на пример, превезли трупе и опрему у Албанију новембра 1940. године – у оквиру похода италијанске војске на Грчку.
После капитулације  Италије у септембру 1943. године, један авион је завршио у рукама англо-америчких јединица италијанског ратног ваздухопловства, а три авиона су заробили Немци у нацистички окупираном делу Италије и пребачени су Луфтвафе. Једна летелица је ушла у састав Ратног ваздухопловства италијанске фашистичке републике – летелица је последњи лет извршила 29. априла 1944. године. Следећег дана, припремајући се за лет, експлодирао је авион напуњен муницијом и уништила га. Рат није преживео ни један авион Фиат G.18.

## Земље које су користиле авион
- Италија
- Трећи рајх